# Дрвенцке
Дрве́нцке (пол. Drwęckie, устар. нем. Drewenzer) — озеро в системе Мазурских озёр в Варминьско-Мазурском воеводстве Польши. Площадь поверхности — 8,8 км².
Озеро состоит из двух узких рукавов: один — 12 км в длину проходит с востока на запад, а второй, который простирается на северо-запад, имеет 5 км в длину.
В северной части озера берега высокие и поросшие лесом, а в южной части — низкие и заболоченные.
На северо-восточном берегу озера расположен город Оструда.
Через озеро (с востока на запад) протекает река Дрвеца.
Озеро связано с Балтийским морем с помощью Эльблонгского канала.